# 2008 год в истории железнодорожного транспорта
2008 год в истории железнодорожного транспорта

## События

### В мире
- 11 января — Китай, Монголия, Россия, Белоруссия, Польша и Германия договорились о сотрудничестве в транзитных грузовых перевозках между Пекином и Гамбургом.
- 1 февраля — в Венгрии, сотрудники Венгерских железных дорог (венг. Magyar Államvasútak, МАВ) объявили о бессрочной забастовке железнодорожников. Из-за забастовки прекратилось беспересадочное сообщение Будапешт — Москва, Загреб — Москва и Белград — Москва. Причиной конфликта стало требование трудовых коллективов повысить на 10 проц размер оплаты труда и выплатить компенсацию за приватизацию грузового подразделения МАВ.[1][2]
- 14 апреля — возобновлено движение пассажирских поездов по маршруту Индия — Бангладеш. Первыми пассажирами "Экспресса Дружбы", отправившегося из Калькутты в Дакку, стали политики и журналисты. В 2001 году правительства стран подписали соглашение о восстановлении железнодорожных пассажирских перевозок. Решение разногласий по вопросам обеспечения безопасности железной дороги заняло около семи лет.[3]
- 28 апреля — в Китае, в городе Цзибо провинции Шаньдун, столкнулись два пассажирских поезда. В результате катастрофы 66 человек погибли, 246 получили ранения[4].
- 26 мая — в столице Шри-Ланки, городе Коломбо, в результате теракта пострадали около 70 пассажиров пригородного поезда. Семь человек погибли.[5]
- 14 декабря — Все электропоезда серии 0 сети Синкансэн после 44 лет и 11 месяцев эксплуатации окончательно списаны.
- Железная дорога Калка-Шимла добавлена в список Всемирного наследия.
- Ретийская железная дорога добавлена в список Всемирного наследия.
- ОАО «РЖД» выиграла тендер на строительство железной дороги в Саудовской Аравии. Железная дорога пройдёт от Аз-Забиры на севере страны до международного аэропорта Эр-Рияда. На участке протяжённостью около 520 километров будет построено восемь железнодорожных мостов, 26 железнодорожных и автодорожных путепроводов, а также 20 верблюдопереходов.[6]

### В СНГ
- Ассоциация сохранения истории железных дорог Украины выкупила паровоз Су251-86.
- 8 июля — состоялся торжественный ввод в эксплуатацию электрифицированного участка Сызрань I — Сенная
- 14 сентября — в результате авиакатастрофы под Пермью прервано нормальное сообщение поездов по Транссибирской магистрали. Падение самолёта произошло на двухпутный электрифицированный перегон Бахаревка — Пермь-2 Свердловской железной дороги, в результате падения разрушено около 500 метров верхнего строения пути и контактной сети.[7][8]
- 29 сентября — на перегоне Черлак — Иртышское Омского отделения Западно-Сибирской железной дороги произошла авария. Пьяный водитель автомобиля, заснув за рулём, таранил на переезде проходивший грузовой поезд, в результате чего были частично разрушены пролётные строения моста через Иртыш, 21 вагон упал в реку.[9]
- 31 октября — состоялся торжественный ввод в эксплуатацию электрифицированного на переменном токе участка Сызрань I — Сенная. В его открытии принял участие президент ОАО "РЖД" Владимир Якунин.
- 22 декабря — газотурбовоз ГТ1-001 впервые провёл грузовой состав весом 10 тысяч тонн (116 вагонов)[10].

## Новый подвижной состав
- 1 августа в Великобритании совершил первый рейс паровоз 60163 Tornado, построенный для использования в различных исторических проектах.
- 26 декабря в Санкт-Петербурге был представлен первый в России высокоскоростной электропоезд «Сапсан».